# Lijst van voormalige spoorwegstations in Noord-Holland
Onderstaande lijst van voormalige spoorwegstations is niet volledig.
Een aantal voormalige stations is nog in gebruik bij de museumlijnen Museumstoomtram Hoorn-Medemblik en de Electrische Museumtramlijn Amsterdam.

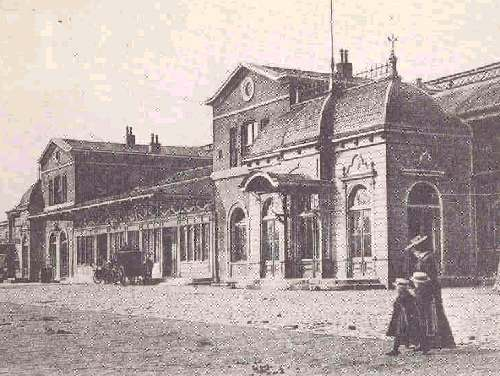
Weesperpoortstation omstreeks 1900

## Stations aan de lijn Amsterdam - Haarlem - Leiden (Oude Lijn)
- Amsterdam d'Eenhonderd Roe
- Amsterdam Westerdok
- Amsterdam Willemspoort
- Halfweg
- Sloterdijk Zuid
- Leidsche Straat (stopplaats)
- Zijlweg (stopplaats)
- Mannepad (stopplaats)
- Vogelenzang-Bennebroek

## Stations aan de lijn Amsterdam - Den Helder (Staatslijn K)
- Amsterdam Westerdok
- Amsterdam Zaanstraat
- Spaarndammerdijk-Houthaven (stopplaats)
- Amsterdam Petroleumhaven
- Noorder IJdijk (stopplaats)
- Hembrug (halte)
- De Ham (stopplaats)
- St. Pancras (halte)
- Onze Lieve Vrouwe ter Nood (alleen bij bedevaarten)
- Noord Scharwoude
- Koegras (stopplaats)
- Breezand (stopplaats)
- Oudesluis (stopplaats)
- Schagerwaard (stopplaats)
- Zijdewind (stopplaats)

## Stations aan de lijn Alkmaar - Hoorn
- Bobeldijk-Berkhout
- St. Pancras
- Spierdijk
- Zuidermeer

## Stations aan de lijn Amsterdam - Zutphen (Oosterspoorweg)
- Hilversum NOS
- Hilversum Noord

## Stations aan de lijn Weesp - Leiden (Schiphollijn)
- Amsterdam Zuid WTC

## Stations aan de lijn Zaandam - Enkhuizen
- Avenhorn (Scharwoude)
- Broekerhaven
- Kwadijk
- Oosthuizen
- Oostzaan
- Westwoud

## Stations langs de lijn Santpoort Noord - IJmuiden (IJmondlijn)
- Driehuis-Westerveld
- IJmuiden Casembrootstraat
- IJmuiden Julianakade (IJmuiden Oost)
- IJmuiden
- Kruidbergerweg
- Velsen Zeeweg
- Velsen-IJmuiden Oost (Velsen)

## Stations langs de lijn Hoorn – Medemblik (HN,SHM)

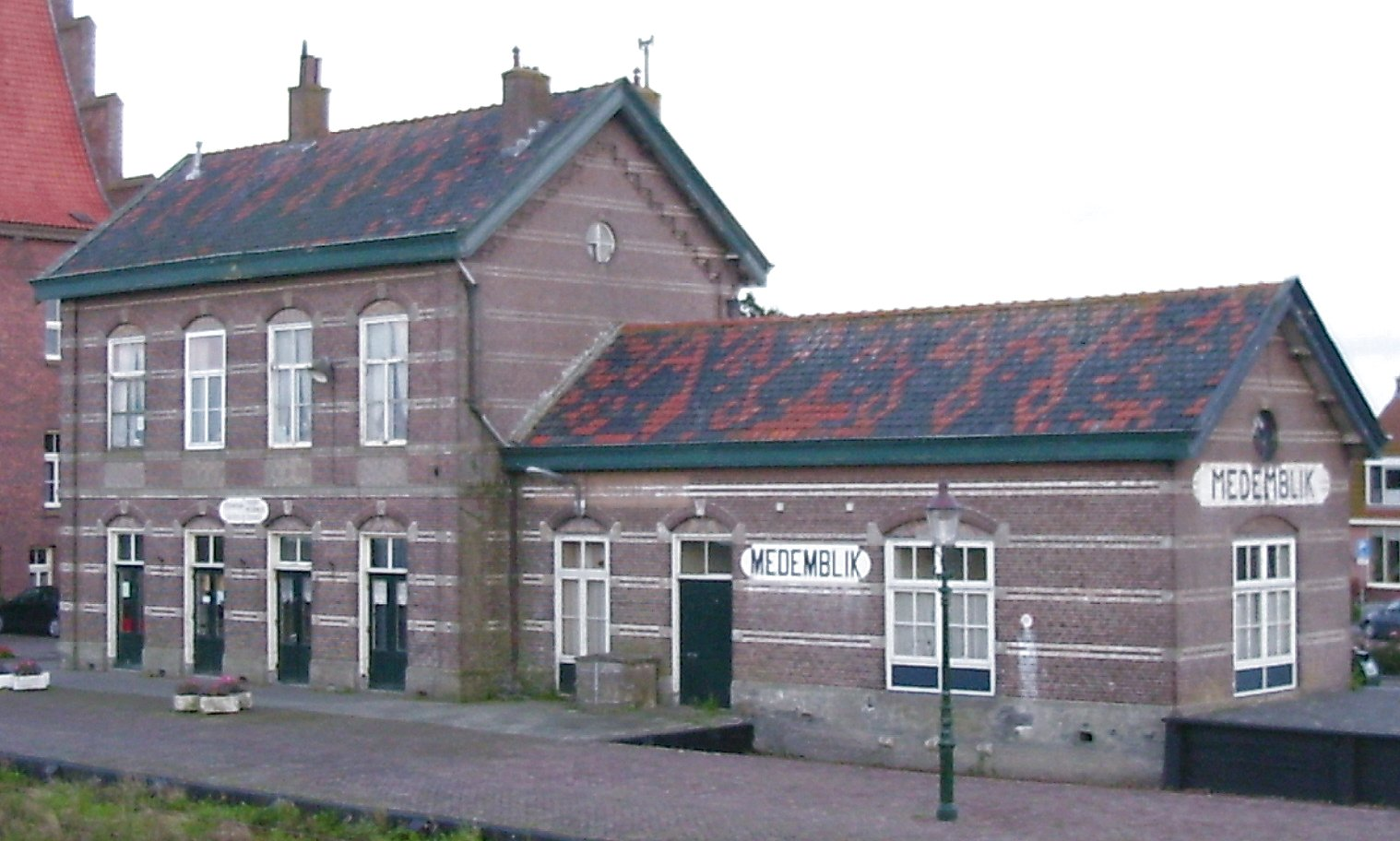
Station Medemblik, augustus 2006

- Zwaag
- Wognum-Nibbixwoud
- Benningbroek-Sijbekarspel
- Abbekerk-Lambertschaag
- Midwoud-Oostwoud
- Twisk
- Opperdoes
- Medemblik

## Stations langs de voormalige lijn Hoorn – Venhuizen – Enkhuizen (ZK)

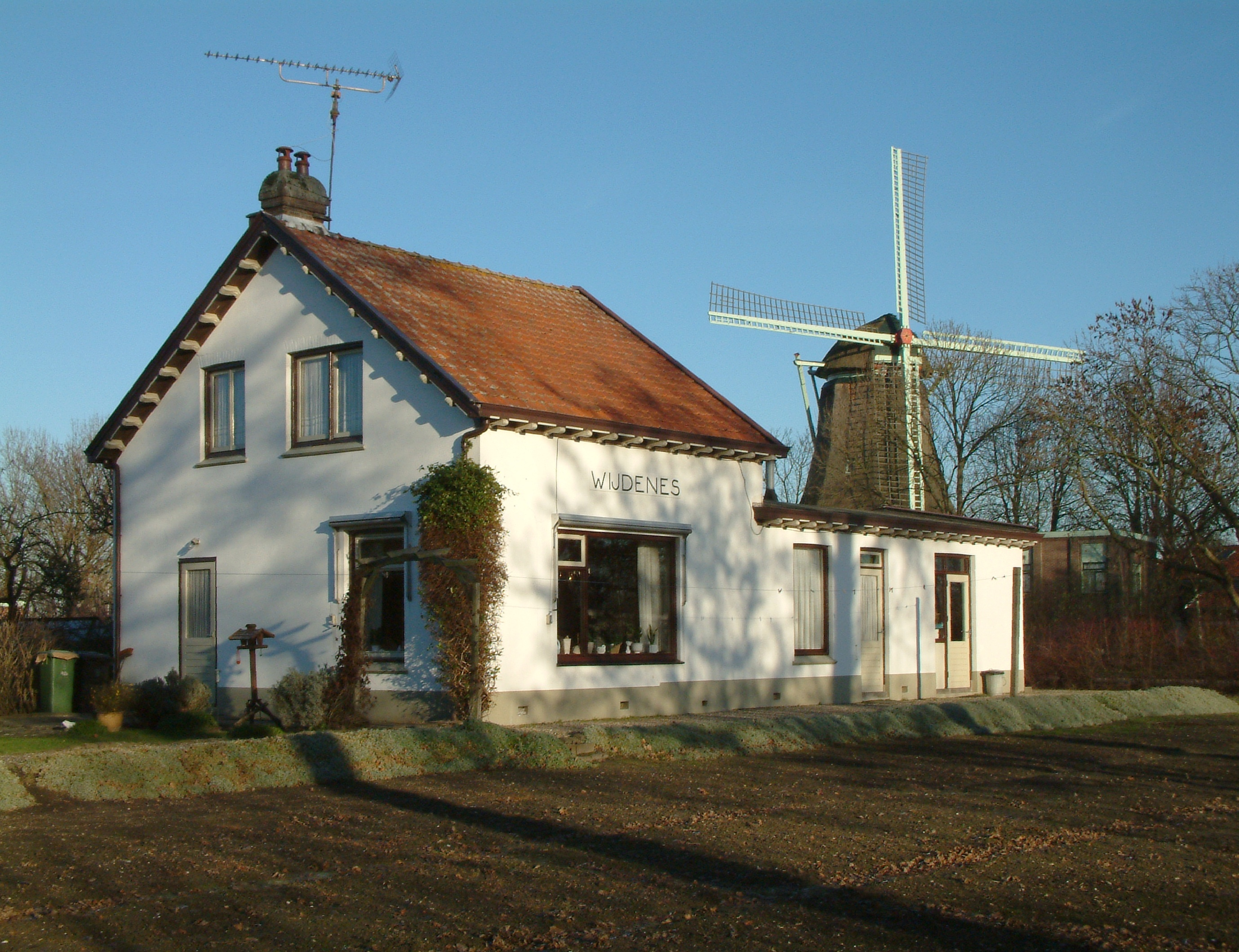
Station Wijdenes in 2003

- Lageweg (halte)
- Schellinkhout
- Wijdenes
- Leekerweg (halte)
- Hem
- 't Weijver (halte)
- Venhuizen

## Stations langs de voormalige lijn Wognum - Schagen (HSM)
- Wognum-Nibbixwoud
- Opmeer-Spanbroek
- Hoogwoud
- Nieuwe Niedorp
- Winkel
- Lutjewinkel
- Barsingerhorn
- Schagen tram

## Stations aan de voormalige tramlijn Schagen - Alkmaar (NDSM)
- Schagen
- Schagen De Loet
- Schagerbrug
- 't Buurtje
- Ruigeweg
- Burgerweg
- Warmenhuizen
- Schoorldam
- Schoorl
- Koedijk Noord
- Koedijk
- Alkmaar

## Haarlemmermeerspoorlijnen

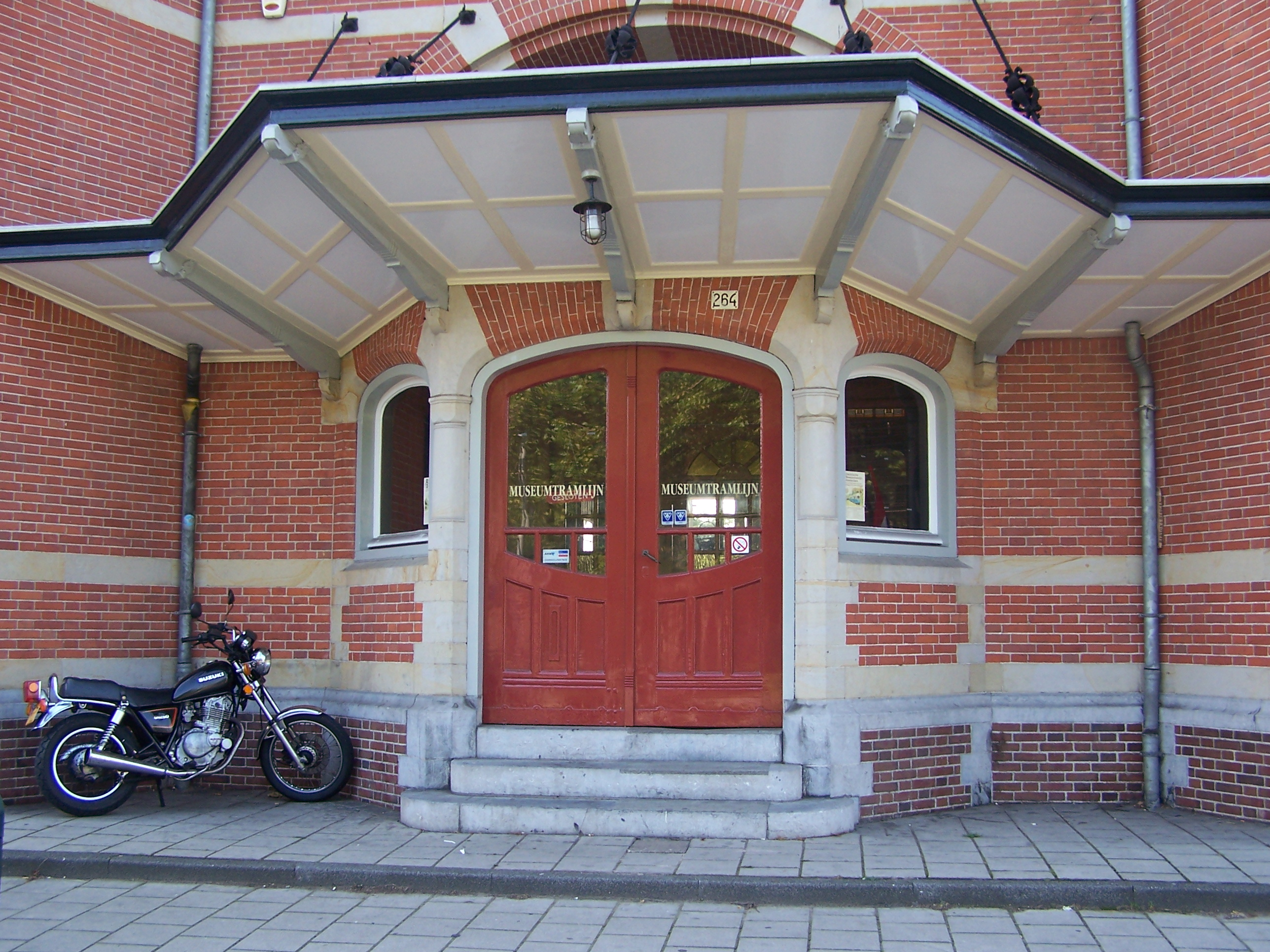
Ingang van het Haarlemmermeerstation

- Aalsmeer
- Aalsmeer Oost
- Aalsmeerderweg
- Amsterdam Haarlemmermeer
- Amsterdam Koenenkade
- Amsterdamseweg
- Amstelveen
- Bennebroekerweg
- Bovenkerk
- Haarlem Rijksstraatweg
- Hoofddorp
- IJweg
- Kalfjeslaan
- Kanaalweg
- Karselaan
- Kerkweg
- De Kwakel
- Legmeerpolder
- Leimuiden
- Lijnbaan
- Nieuweweg
- Nieuw Vennep
- Sloterweg Noord
- Sloterweg Zuid
- Schinkeldijk
- Uithoorn
- Venneperweg
- Vijfhuizen
- Zijdelweg

## Stations langs andere lijnen rond Amsterdam
- Amsterdam Weesperpoort
- Amsterdam De Vlugtlaan